# Satz von Vitali-Hahn-Saks
Der Satz von Vitali-Hahn-Saks ist ein Satz aus dem mathematischen Teilgebiet der Maßtheorie. Er geht auf Giuseppe Vitali, Hans Hahn und Stanisław Saks zurück und besagt im Wesentlichen, dass der mengenweise Grenzwert einer Folge von signierten Maßen wieder ein solches ist.

## Erste Formulierung des Satzes
Es sei {\displaystyle (\Omega ,\Sigma )} ein Maßraum und darauf {\displaystyle (\mu _{n})_{n\in \mathbb {N} }} eine Folge von signierten Maßen, so dass {\displaystyle (\mu _{n}(E))_{n\in \mathbb {N} }} für jede messbare Menge {\displaystyle E\in \Sigma } konvergiert. Weiter sei {\displaystyle \lambda } ein endliches Maß auf {\displaystyle (\Omega ,\Sigma )}, so dass jedes {\displaystyle \mu _{n}} absolut stetig gegen {\displaystyle \lambda } ist. Dann definiert die Formel {\displaystyle \mu (E):=\lim _{n\to \infty }\mu _{n}(E)} ein signiertes Maß auf {\displaystyle (\Omega ,\Sigma )}, das ebenfalls absolut stetig gegen {\displaystyle \lambda } ist.
Der besondere Inhalt dieses Satzes besteht darin, dass sich die σ-Additivität der {\displaystyle \mu _{n}} auf {\displaystyle \mu } überträgt und dass die Absolutstetigkeit gegen {\displaystyle \lambda } erhalten bleibt. Von der Voraussetzung über die Existenz von {\displaystyle \lambda } kann man sich befreien, denn für jede Folge {\displaystyle (\mu _{n}(E))_{n\in \mathbb {N} }} ist durch {\displaystyle \textstyle \lambda (E):=\sum _{n=1}^{\infty }2^{-n}(1+\|\mu _{n}\|)^{-1}|\mu _{n}|(E)} ein Maß definiert, gegen das jedes {\displaystyle \mu _{n}} absolutstetig ist. Dabei sind {\displaystyle |\mu _{n}|} und {\displaystyle \|\mu _{n}\|} die Variation bzw. Totalvariationsnorm von {\displaystyle \mu _{n}}. Daher kann man obigen Satz auch ohne die Erwähnung der Absolutstetigkeit formulieren und erhält den folgenden auch als Konvergenzsatz von Nikodým bekannten Satz:

## Zweite Formulierung des Satzes
Es sei {\displaystyle (\Omega ,\Sigma )} ein Maßraum und darauf {\displaystyle (\mu _{n})_{n\in \mathbb {N} }} eine Folge von endlichen signierten Maßen, so dass {\displaystyle (\mu _{n}(E))_{n\in \mathbb {N} }} für jede messbare Menge {\displaystyle E\in \Sigma } konvergiert und endlich ist. Dann definiert die Formel {\displaystyle \mu (E):=\lim _{n\to \infty }\mu _{n}(E)} ein signiertes Maß auf {\displaystyle (\Omega ,\Sigma )}.
Diese Version ist schwächer, da sie nicht mehr die Erhaltung der Absolutstetigkeit gegen ein weiteres Maß enthält. Man beachte, dass die Endlichkeit der {\displaystyle (\mu _{n})_{n\in \mathbb {N} }} eine notwendige Bedingung ist, wie folgendes Beispiel verdeutlicht. Sei {\displaystyle \Omega =\mathbb {R} } und {\displaystyle \Sigma ={\mathcal {B}}(\mathbb {R} )}, wobei {\displaystyle {\mathcal {B}}(\mathbb {R} )} die Borelsche sigma-algebra auf {\displaystyle \mathbb {R} } bezeichnet. Für {\displaystyle E\in {\mathcal {B}}(\mathbb {R} )}, definiere {\displaystyle \mu _{n}(E):=\infty } falls {\displaystyle E\cap [n,\infty )\not =\emptyset }, andernfalls definiere {\displaystyle \mu (E):=0}. Dann gilt {\displaystyle \lim _{n\to \infty }\mu _{n}(E)=\infty } falls {\displaystyle E} nicht nach oben beschränkt ist. Andernfalls gilt {\displaystyle \lim _{n\to \infty }\mu _{n}(E)=0}. {\displaystyle \mu (E):=\lim _{n\to \infty }\mu _{n}(E)} ist kein Maß, da sowohl {\displaystyle \mu ([1,\infty ))=\infty } aber auch {\displaystyle \mu ([1,\infty ))=\sum _{i=1}^{\infty }\mu ([i,i+1))=0} gelten müsste.

## Anwendungen
Der Raum der signierten Maße auf einem Maßraum {\displaystyle (\Omega ,\Sigma )} ist ein Vektorraum {\displaystyle M(\Omega ,\Sigma )}, der mit der Totalvariation als Norm ein Banachraum wird. Eine wichtige Anwendung des Satzes von Vitali-Hahn-Saks besteht darin, die relativ schwach kompakten Mengen in {\displaystyle M(\Omega ,\Sigma )} als genau diejenigen beschränkten Mengen zu charakterisieren, die gleichmäßig absolutstetig gegen ein endliches Maß sind. Als weitere Anwendung ergibt sich, dass {\displaystyle M(\Omega ,\Sigma )} schwach folgenvollständig ist, das heißt, dass jede Cauchy-Folge des in der schwachen Topologie uniformen Raums {\displaystyle M(\Omega ,\Sigma )} schwach konvergiert.